# فيلون (كورينثيا)
فيلون (Βέλον) هي مدينة في كورينثيا في مقاطعة كينتريكي إلادا في اليونان.
يبلغ عدد سكانها حوالي 2619 نسمة.